# Ryohei Yamanaka
Pour les articles homonymes, voir Yamanaka.

a Compétitions nationales et continentales officielles uniquement.

b Matchs officiels uniquement.
Dernière mise à jour le 22 août 2022.
Ryohei Yamanaka (山中 亮平, Yamanaka Ryohei), né le 22 juin 1988 à Hirakata (Japon), est un joueur de rugby à XV international japonais évoluant aux postes d'arrière, centre ou demi d'ouverture. Il évolue avec le club japonais des Kobelco Kobe Steelers en League One depuis 2013.

## Carrière

### En club
Ryohei Yamanaka a commencé par évoluer en championnat japonais universitaire avec son club de l'Université Waseda entre 2007 et 2011.
Il a ensuite fait ses débuts professionnels en 2011 avec le club des Kobelco Steelers situé à Kobe et qui évolue en Top League. Cependant, sa carrière est stoppée net en août 2011 lorsqu'il est contrôlé positif lors d'un contrôle antidopage effectué en sélection. Il clame alors de n'avoir qu'utilisé une crème pour se faire pousser la moustache, et qu'il ignorait la présence de stéroïdes dans ladite crème. Il est par conséquent suspendu pour une durée de deux ans et fait son retour sur les terrains qu'en septembre 2013.
Il rejoint en 2016 la nouvelle franchise japonaise de Super Rugby : les Sunwolves. Il joue avec cette équipe jusqu'en 2019.
Avec les Kobelco Steelers, il remporte le championnat en 2018-2019, après une finale contre les Suntory Sungoliath largement remportée sur le score de 55 à 5. Il effectue alors une saison accomplie, en inscrivant neuf essais en neuf matchs.
En 2022, à l'occasion de la réforme du rugby japonais, et de la création de la nouvelle League One, son club est renommé Kobelco Kobe Steelers.

### En équipe nationale
Ryohei Yamanaka dispute la coupe du monde junior en 2008 avec les Baby Blossoms.
Il est appelé pour la première fois pour évoluer avec l'équipe du Japon en avril 2010 par le sélectionneur John Kirwan, alors qu'il est encore un joueur universitaire, dans le cadre du Tournoi asiatique des Cinq Nations 2010. Il obtient sa première cape internationale en tant que remplaçant au poste de demi d'ouverture le 8 mai 2010, à l'occasion d'un match contre l'Équipe du golfe Persique à Tokyo,. C'est dans la foulée qu'il connait sa suspension de deux ans, ce qui lui fait manquer la Coupe du monde 2011 pour laquelle il était pressenti.
Il est rappelé cinq ans plus tard par le nouveau sélectionneur Eddie Jones, dans le cadre du Championnat d'Asie 2015, jouant alors au poste de centre. Il n'est cependant pas retenu pour la Coupe du monde 2015 disputées quelques mois plus tard.
À partir de 2016 et du mandat de Jamie Joseph, il devient petit à petit un cadre de la sélection nippone en se fixant au poste d'arrière.
Il fait partie du groupe japonais sélectionné pour participer à la Coupe du monde 2019 au Japon. Il dispute cinq rencontres, dont le quart de finale historique contre l'équipe d'Afrique du Sud.

## Palmarès

### En club
- Vainqueur de la Top League en 2018-2019.

### En équipe nationale
- Vainqueur du Championnat d'Asie de rugby à XV en 2010, 2015, 2016 et 2017.

## Statistiques internationales
- 24 sélections avec le Japon depuis 2010
- 68 points (8 essais, 14 transformations)

- Participation à la Coupe du monde en 2019 (5 matchs).